# Greenhill, New South Wales
Greenhill är en ort i Australien. Den ligger i kommunen Kempsey och delstaten New South Wales, i den sydöstra delen av landet, omkring 350 kilometer nordost om delstatshuvudstaden Sydney. Orten hade 757 invånare år 2021.
Närmaste större samhälle är Kempsey, cirka 3 kilometer från Green Hill.